# Hrabstwo Stephens (Oklahoma)
Stephens – hrabstwo w stanie Oklahoma w USA. Populacja liczy 43 182 mieszkańców (stan według spisu z 2000 roku).

## Miasta
- Central High
- Comanche
- Duncan
- Empire City
- Marlow
- Velma

## Wioski
- Loco

## CDP
- Meridian